# Samuel Kondo
Pour les articles homonymes, voir Kondo.
Samuel Kondo, né le 27 mars 1929 à Douala et mort dans cette même ville le 11 mars 2020  est un industriel et homme d'affaires camerounais.

## Biographie

### Enfance, éducation et débuts
Samuel Kondo naît le 27 mars 1929 à Douala. Sa famille est originaire de Deïdo.

### Carrière
Il a été membre du comité central de l'UNC.
Il a été président du Syndustricam et secrétaire dans plusieurs associations patronales. Il a été président par intérim du GICAM en 1988.
Il a fondé la Socarto, une entreprise de carton. Il fait partie des pionniers de l'industrie au Cameroun. Il dirige l'entreprise Amiko et cie qui a été créée en 1956. Il a été président du conseil d'administration du Fonds National de l'Emploi.
Il meurt le 11 mars 2020  après un séjour en France.

## Hommages

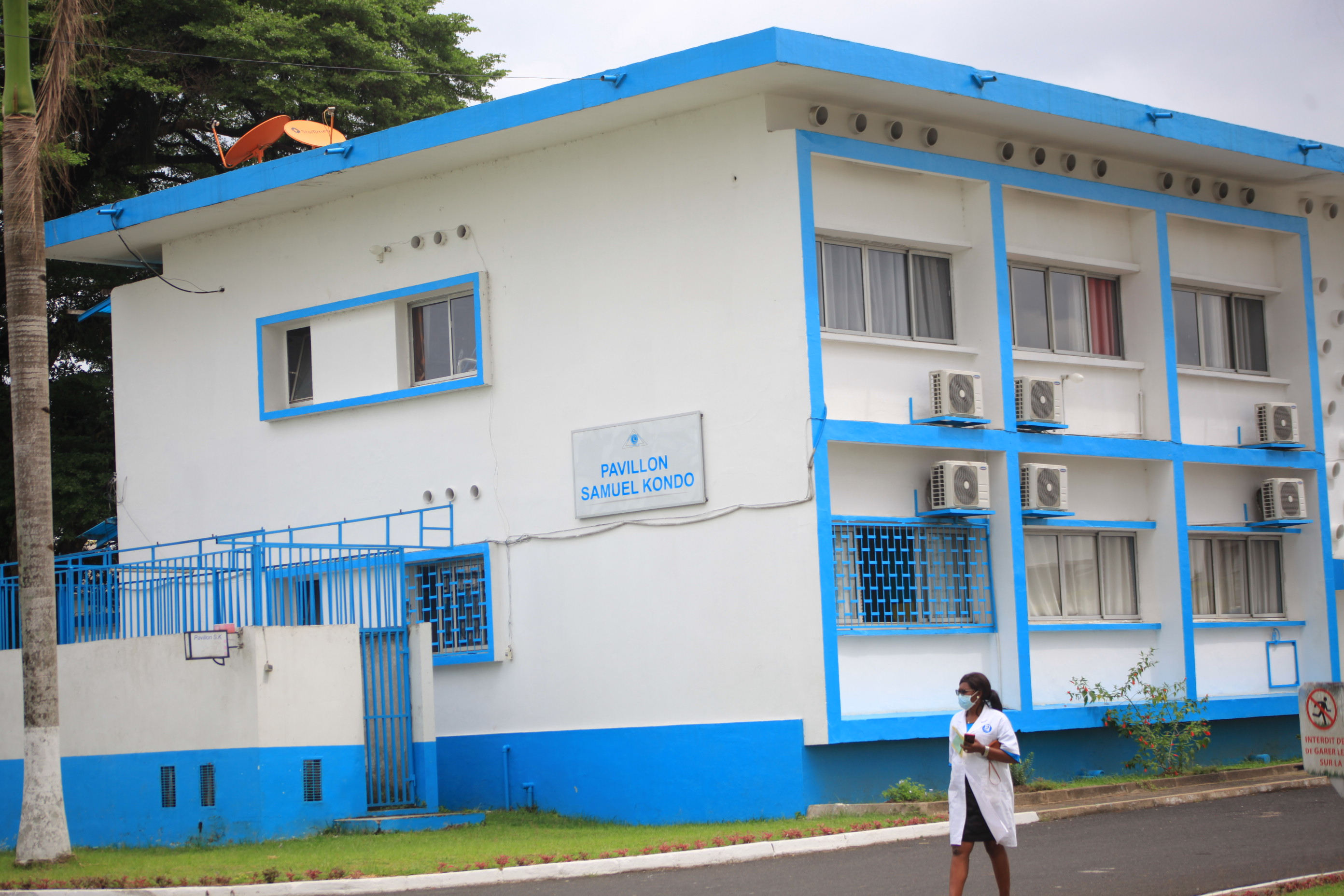
Un pavillon de l'hôpital Laquintinie à Douala porte son nom.